# Incursione di Annibale verso Roma
L'incursione di Annibale verso Roma avvenne nel 211 a.C. durante la seconda guerra punica; il condottiero cartaginese Annibale marciò di sorpresa con il suo esercito verso Roma causando in un primo momento grande preoccupazione tra i capi e i cittadini della repubblica. L'incursione tuttavia si concluse con un fallimento; ben presto, di fronte alla ferma resistenza dei romani, Annibale si allontanò dalla città per dirigersi con le sue truppe in Campania.

## Contesto storico
Dopo la schiacciante vittoria a Canne (216 a.C.), Annibale raggiunse i primi importanti risultati politico-strategici. Alcuni centri cominciarono ad abbandonare i Romani: il comandante cartaginese inviò a sud nel Bruzio il fratello Magone con una parte delle sue forze, mentre egli con il grosso dell'esercito si diresse in Campania dove riuscì ad ottenere dopo una serie di trattative la defezione di Capua che a quell'epoca era ancora, per importanza, la seconda città della penisola, dopo Roma.
Dopo l'inverno del 212/211 a.C., Annibale tornò a Capua, assediando di fatto gli assedianti romani, comandati dal proconsole Appio Claudio Pulcro. Non riuscendo a indurre il comandante romano a disporsi a battaglia, prima di tutto provò ad infastidirlo costantemente, inviando contro i Romani squadroni di cavalleria a lanciare i loro giavellotti all'interno del campo romano, mentre reparti di fanteria cercavano di svellere la palizzata esterna. Malgrado questo nuovo tentativo, i Romani rimasero fermi nella loro decisione. Annibale, insoddisfatto della situazione di stallo che si era andata così a crearsi, non riusciva né a penetrare all'interno delle mura della città sua alleate di Capua, neppure a provocare a battaglia i Romani; temeva altresì che in quella posizione potesse trovarsi intrappolato dall'arrivo dei nuovi consoli, che lo avrebbero così tagliato fuori dai necessari rifornimenti.

### Annibale toglie l'assedio e si dirige su Roma
La soluzione che egli escogitò fu quella di marciare in modo rapido e inaspettato contro Roma stessa, «che era il centro della guerra», provocando negli abitanti un tale spavento, da indurre Appio Claudio a sbloccare l'assedio e correre in aiuto della patria, oppure dividere il proprio esercito, nel qual caso sia le forze inviate a Roma in aiuto, sia quelle lasciate a Capua sarebbero state facilmente battibili.
(Livio, XXVI, 7.3.)
Fatte queste riflessioni, inviò a Capua un corriere libico, che aveva costretto a disertare per passare nel campo dei Romani e da lì raggiungere la città, chiusa dall'assedio e quindi inaccessibile per i Cartaginesi. Temeva infatti che gli abitanti di Capua credessero di essere stati abbandonati, accettando di arrendersi. Decise così di scrivere una lettera chiarendo i motivi della sua iniziativa di togliere il campo, e fare in modo che gli abitanti di Capua potessero continuare a resistere all'assedio.
(Livio, XXVI, 7.7-8.)
Catturate le imbarcazioni che si trovavano sul fiume Volturno, Annibale dispose che il suo esercito si spingesse verso il forte che aveva costruito per la difesa del luogo. Quando seppe che le imbarcazioni erano tanto numerose, che l'esercito avrebbe potuto attraversare il fiume in una sola notte, dopo soli cinque giorni dal suo arrivo a Capua, fece cenare i suoi uomini; preparati i viveri per dieci giorni, lasciati accesi i fuochi, tolse il campo in modo che nessuno si accorgesse di quanto stava accadendo; condusse quindi nella notte le sue truppe al fiume e lo passò prima dell'alba.

### Marcia su Roma di Annibale
(Livio, XXVI, 8.5.)

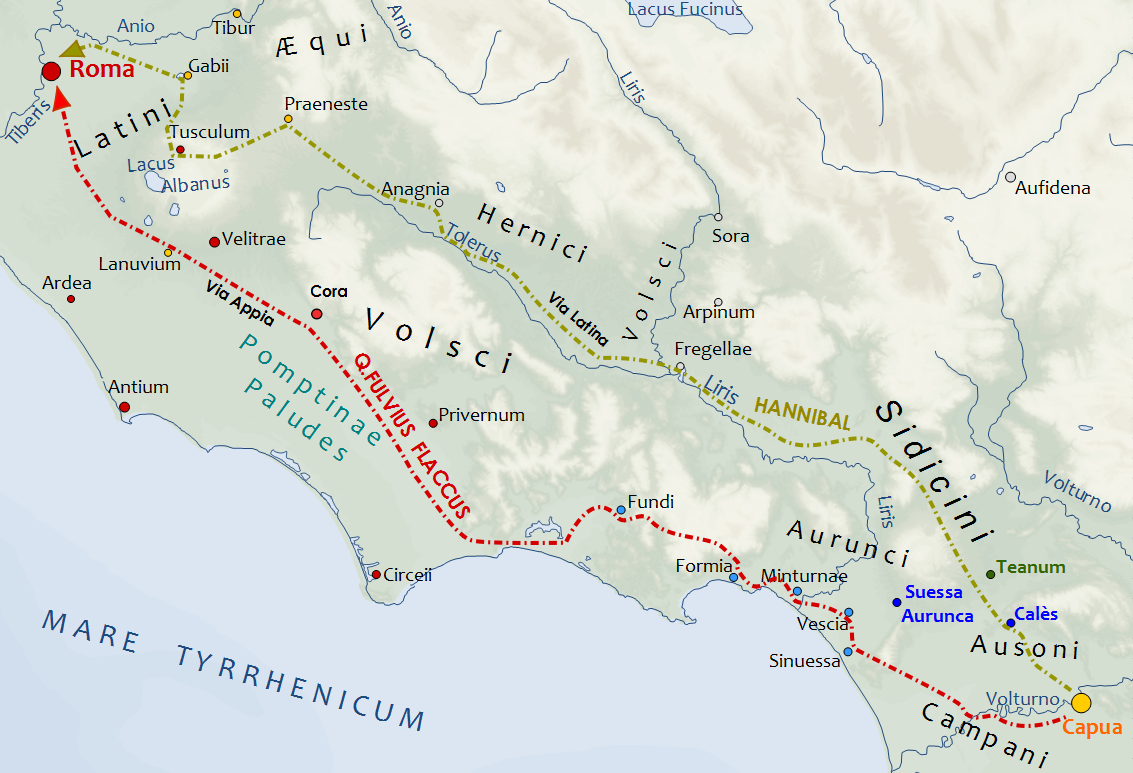
Marcia di Annibale su Roma e del proconsole Fulvio Flacco (211 a.C.)

Il condottiero cartaginese si sarebbe incamminato per la Via Latina, mentre Fluvio Flacco per la Via Appia, secondo quanto ci tramanda Tito Livio. Egli nel giorno in cui passò il Volturno, pose l'accampamento non lontano dal fiume. Il giorno dopo arrivò nel territorio dei Sidicini, che si trovava oltre la città di Cales. Qui si fermò un solo giorno per saccheggiare e fare provviste per l'esercito in marcia. Condusse quindi i suoi lungo la Via Latina, passando per Suessa Aurunca, Allifae e Casinum. Nei pressi di questa città pose il campo per due giorni e ne saccheggiò i territori circostanti. Oltrepassate Interamna Lirenas e Aquinum, raggiunse l'agro Fregellano lungo il fiume Liri. Qui fu costretto a rallentare la marcia poiché i Fregellani avevano tagliato il ponte. E dopo aver saccheggiato con la massima violenza la campagna intorno a Fregellae, per vendicarsi dell'interruzione del ponte, passò nel territorio prima di Frusinum, poi di Ferentinum e Anagnia, giungendo a Labicum. Da qui passò attraverso il Monte Algido e si diresse a Tusculum, ma anche qui non venne accolto. Allora compì una deviazione e si diresse a Gabii, poi passò per la regione Pupinia e pose il campo ad 8 miglia da Roma. E mentre si avvicinava con l'avanguardia dei Numidi, compì stragi sugli abitanti del posto, facendone tra loro anche molti prigionieri.
Secondo quanto racconta Polibio, Annibale attraversò il Sannio con marce rapide, mentre a Roma ancora stavano pensando all'assedio di Capua. Sempre senza farsi scorgere, superò l'Aniene e pose il proprio accampamento a non più di 40 stadi dalla città di Roma.

### Roma reagisce all'avanzata cartaginese
| Mappa del Latium vetus |
| --- |
| Carseoli Nersae Cameria Eretum Feronia Ceri Alsium Caere Orvinium Cures Capena Ferentinum Frusino Anagnia Vitellia Albalonga Laurentum Lavinium Bovillae Aricia Lanuvium Velitrae Signia Artena Tolerium Bolae Pedum Labicum Nomentum Crustumerium Careiae Fregenae Ostia Varia Empulum Tibur Praeneste Gabii Tusculum Fidenae Veii Antemnae Roma Latium adiectum Etruria |

Secondo quanto racconta Tito Livio, Fulvio Flacco, appena conobbe dai disertori il piano che Annibale era in procinto di attuare, scrisse immediatamente al Senato romano. I senatori furono impressionati e commossi. E come accadeva durante ogni situazione tanto critica, venne convocata l'assemblea generale. Qualcuno, come Publio Cornelio Scipione Asina, propose di richiamare dall'Italia tutti i comandanti e gli eserciti per difendere Roma, trascurando così l'assedio di Capua. Altri invece, come Quinto Fabio Massimo Verrucoso, ritenne vergognoso abbandonare Capua, cedendo alla paura e lasciandosi così comandare dai movimenti di Annibale.
(Livio, XXVI, 8.4.)
Fra questi opposti pareri, prevalse l'opinione più equilibrata di Publio Valerio Flacco, il quale, avendo dato ascolto alle opposte opinioni, propose di scrivere ai comandanti che assediavano Capua, informandoli sulle forze che presidiavano Roma; essi a loro volta potevano sapere quanti soldati Annibale avrebbe condotto con sé e quanti sarebbero stati necessari per assediare Capua. In questo caso avrebbero deciso quale comandante inviare a Roma, tra Appio Claudio e Fulvio Fulvio, e con quali forze per difendere la patria dall'assalto dell'armata cartaginese.
Fu così che Fulvio Flacco scelse di recarsi egli stesso a Roma, poiché il collega Appio era ferito. Scelse quindi 15 000 fanti tra le tre armate a sua disposizione e 1 000 cavalieri e passò il Volturno. Come venne a sapere che Annibale avrebbe percorso la Via Latina, scelse la Via Appia, inviando dei messi a quei municipi lungo strada, come Setia, Cora e Lavinium, affinché predisponessero i necessari vettovagliamenti da portare lungo la strada al passaggio dell'armata romana. Ordinava quindi di concentrare i presidi nelle città, pronti a difendersi.
Frattanto, un messo che era stato inviato da Fregellae per annunciare la marcia di Annibale su Roma, quando raggiunse la città generò tra la popolazione un profondo turbamento ed un immane spavento, poiché risultava tanto improvvisa ed inaspettata, considerando che mai prima d'ora il condottiero cartaginese si era avvicinato così tanto alla città. Vi era anche il sospetto da parte degli abitanti di Roma che le legioni fossero state distrutte a Capua. Gli uomini allora cominciarono ad occupare le mura, mentre le donne giravano nei templi cittadini, supplicando gli dèi e pulendo i pavimenti dei luoghi sacri con i loro capelli: pratica comune nell'imminenza di un grave pericolo. Vennero posti dei presidi sull'Arx e sul Campidoglio, intorno alla città e persino sul monte Albano e sulla rocca di Aefula. Poi finalmente giunse la lieta notizia che anche il proconsole Fulvio Flacco era partito da Capua a marce forzate e stava raggiungendo Roma per difenderla. Il senato allora decretò che l'autorità del suo comando fosse pari a quella dei consoli, affinché non gli fosse tolto il massimo potere militare.
E mentre Annibale si avvicinava a Roma, Fulvio Flacco, dopo essere stato trattenuto inizialmente dal fiume Volturno, poiché il condottiero cartaginese aveva in precedenza incendiato le imbarcazioni per traghettarvi l'esercito, riuscì con il poco legname reperito in zona a costruire delle zattere per passare a nord del fiume. Da qui la marcia fu abbastanza agevole, in quanto molte delle città incontrate lungo strada misero a disposizione del comandante romano i necessari rifornimenti per velocizzarne la marcia.
(Livio, XXVI, 9.5.)
Flacco entrò quindi a Roma dalla porta Capena e passò nel mezzo della città attraverso il quartiere delle Carinae e dirigendosi poi all'Esquilino. Da questo mons uscì dalle mura romane e pose il campo tra la porta Esquilina e la porta Collina, nella parte nord-est di Roma. Gli edili della plebe fecero condurre gli approvvigionamenti, mentre i consoli deliberarono di porre i loro accampamenti, uno presso la porta Collina e l'altro presso la porta Esquilina. Al pretore urbano, Calpurnio Pisone, venne affidato il compito di difendere il Campidoglio e l'arx, mentre i senatori sarebbero rimasti presso il Foro romano, pronti ad essere consultati in caso di bisogno.

## Scontro
██ dall'assalto di Annibale, a nord-est della città;

██ Fulvio Flacco, giunto dal sud della città (Porta Capena), l'attraversa con l'esercito romano e si accampa a nord-est della stessa, tra porta Esquilina e porta Collina.

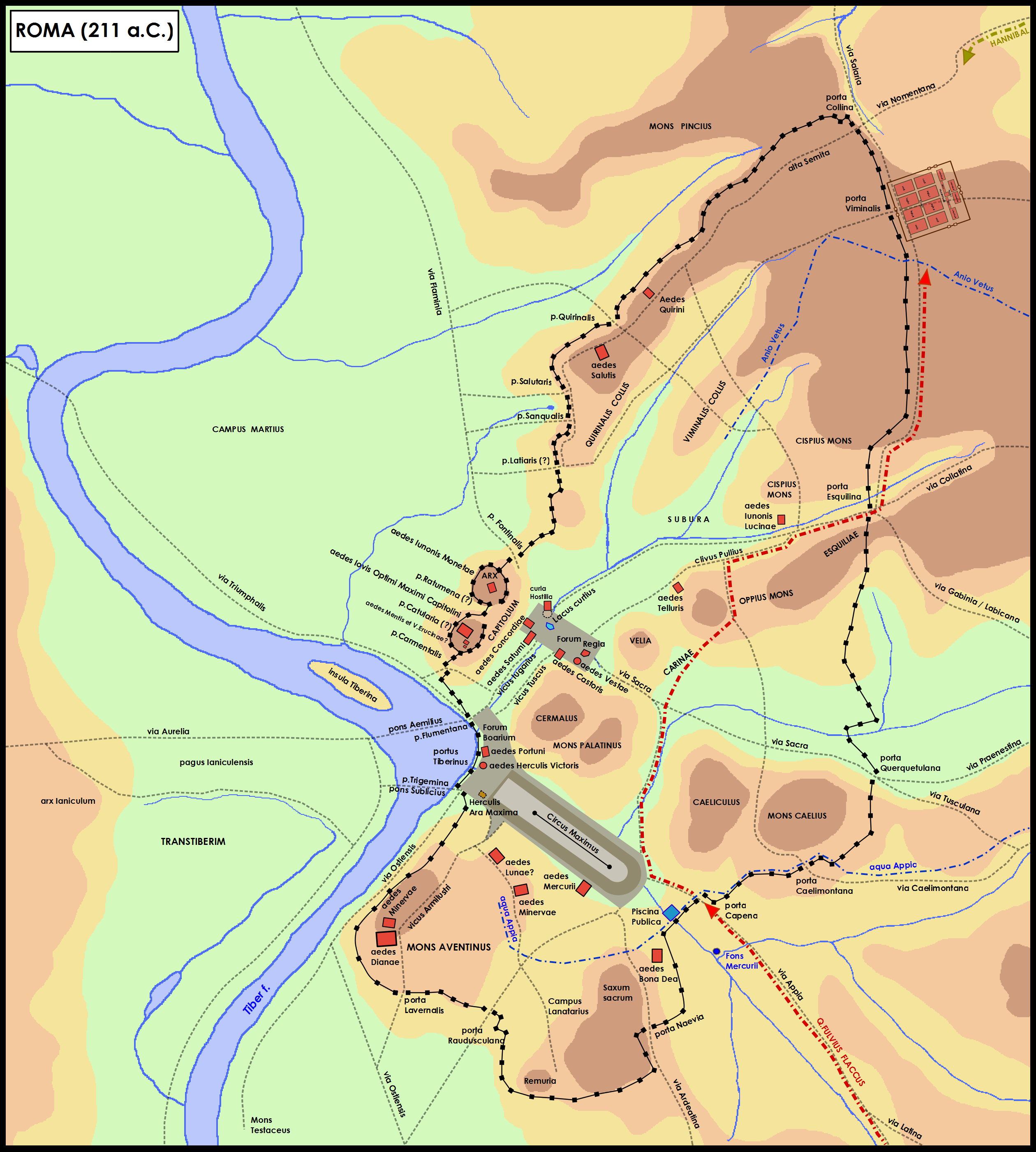
Difesa della città di Roma:

Il passo successivo fu da parte di Annibale di spostare il campo verso il fiume Aniene, a sole tre miglia da Roma. Posto qui il nuovo accampamento, egli mosse con 2 000 cavalieri verso la porta Collina e giunse nei pressi del tempio di Ercole, per osservare più da vicino possibile la città e le sue opere difensive. La reazione romana da parte di Fulvio Flacco fu di inviare contro il comandante cartaginese un contingente di cavalleria, per ricacciarlo nei suoi accampamenti. I consoli, una volta che si era scatenata la battaglia equestre, ordinarono a 500 disertori Numidi, che si trovavano sull'Aventino, di attraversare la città e portarsi sull'Esquilino, pronti ad intervenire nel combattimento. Ma quando alcuni cittadini videro questo contingente straniero precipitarsi giù dal Campidoglio e poi percorrere la salita Publicia, cominciarono ad urlare che l'Aventino era stato preso dal nemico, generando tra la popolazione un grande spavento e confusione.
(Livio, XXVI, 10.7.)
Alla fine il combattimento volse a favore della cavalleria romana che riuscì a respingere quella nemica. Tuttavia, poiché in città si erano verificati ovunque sommosse e scene di panico, il resto del giorno e la notte successiva, vennero dedicati a sedare i numerosi tumulti sorti senza ragione d'essere.
E quando Annibale decise di prendere d'assalto le mura della città di Roma, un evento accidentale ne interruppe il piano. I consoli di quell'anno (211 a.C.), Gneo Fulvio Centumalo Massimo e Publio Sulpicio Galba Massimo, avevano infatti da poco completato l'arruolamento di una legione, impegnando i soldati a presentarsi a Roma in armi per il giuramento, e proprio in quello stesso giorno erano intenti ad arruolarne una seconda. Questo evento fortuito aveva riunito nella città una grande moltitudine di soldati, proprio nel momento in cui occorreva. I consoli con grande coraggio, li condussero fuori, davanti alle mura della città, frenando l'ardore dell'armata cartaginese. Annibale, se inizialmente non disperava di prendere la città, una volta visti i nemici disporsi in ordine di battaglia, preferì rinunciare al progetto di assaltarla, dandosi invece a compiere scorrerie per la regione circostante, saccheggiando e incendiando ovunque. I Cartaginesi raccolsero così nel proprio accampamento una grande quantità di bottino, poiché nessuno osava contrastarli.
Livio racconta che il giorno dopo il primo scontro, quello equestre, tra i due eserciti, Annibale passò l'Aniene e pose in ordine di battaglia le sue schiere. Flacco ed i consoli non si ritrassero dal combattere. Gli eserciti si trovarono così schierati, uno di fronte all'altro, ma una fortissima pioggia, mista a grandine, costrinse i soldati a ritirarsi nei propri accampamenti, a causa della paura provocata dall'evento. Il giorno seguente, un evento analogo disperse nuovamente le schiere disposte a battaglia.
(Livio, XXVI, 11.3-4.)
Annibale scosso da questi accadimenti, oltre al fatto di essere stato informato che un esercito romano di rinforzi era partito per la Spagna, incurante quindi dell'assedio del condottiero cartaginese, e che il campo in cui aveva posto l'accampamento cartaginese era stato venduto senza che il prezzo fosse per nulla diminuito a causa di ciò, ritirò la sua armata fino al fiume Tuzia, a sei miglia da Roma.
In seguito, quando i consoli osarono accamparsi a soli 10 stadi di distanza (1,85 km) dal nemico cartaginese, all'alba, Annibale fece uscire l'esercito per tornare a Capua, sia perché aveva raccolto sufficiente bottino, sia perché riteneva impossibile assediare la città, ma soprattutto poiché riteneva che il suo piano avesse sortito l'effetto sperato ora che erano trascorsi un numero di giorni sufficiente, costringendo il proconsole Appio Claudio, a togliere l'assedio dalla città campana e correre a salvare la patria, oppure a dividere l'esercito per mantenere Capua sotto assedio e contemporaneamente tornare a Roma. Entrambe le soluzioni sarebbero state di gradimento del condottiero cartaginese.
Ancora Livio narra che Annibale si recò verso il bosco sacro della dea Feronia, il cui tempio era famoso per le sue ricchezze. I Capenati e le altre popolazioni che vi abitavano nelle vicinanze, portavano qui le primizie delle loro messi ed altri doni. Il tempio era inoltre ornato di molto oro e argento. Il condottiero cartaginese lo spogliò di tutti questi doni.
Secondo quanto racconta Polibio, Publio Sulpicio, dopo aver fatto distruggere tutti i ponti sull'Aniene, costrinse Annibale a far passare il suo esercito al di là del fiume guadandone la corrente e lo attaccò proprio nel momento di maggiore difficoltà. Non riuscì ad infliggere un colpo decisivo all'armata nemica, a causa dell'elevato numero di cavalieri, in particolare quelli numidi, particolarmente abili su ogni genere di terreno. E dopo aver sottratto ai nemici una buona parte del loro bottino ed averne uccisi trecento, ordinò la ritirata nel proprio accampamento. Credendo che i Cartaginesi si stessero ritirando, poiché timorosi della situazione, decise di inseguirli, mantenendosi sulle alture ad una giusta distanza di sicurezza.

## Conseguenze
Il percorso di ritorno del condottiero cartaginese illustrato da Livio, sembra sia passato per le seguenti località: Eretum, il tempio della dea Feronia, Reate, Cutilia ed Amiternum. Annibale, che in un primo tempo aveva ordinato di marciare di buona lena, quando venne a sapere che Appio Claudio non aveva tolto l'assedio da Capua, decise di attendere Publio Sulpicio, che lo stava inseguendo, e di notte assalì l'accampamento nemico. La battaglia che ne seguì vide una nuova sconfitta romana: molti soldati romani furono uccisi, mentre i rimanenti si salvarono, rifugiandosi su un colle ben sicuro, e facendo così desistere il comandante cartaginese dal portare contro di loro un nuovo attacco.
Annibale, dalla Campania, sembra abbia proseguito per il Sannio e, poi, nel paese dei Peligni. Passò quindi sotto le mura della città di Sulmona, dirigendosi nel paese dei Marrucini, in quello di Alba Fucens, dei Marsi, fino al villaggio di Foruli (Civitatomassa, frazione di Scoppito). Decise quindi di continuare la sua marcia verso la Daunia (parte settentrionale della Puglia) e il Bruzio, per giungere a Reggio Calabria in modo così improvviso, che per poco non prese la città, ancora fedele ai Romani.